# ZiŁ-130

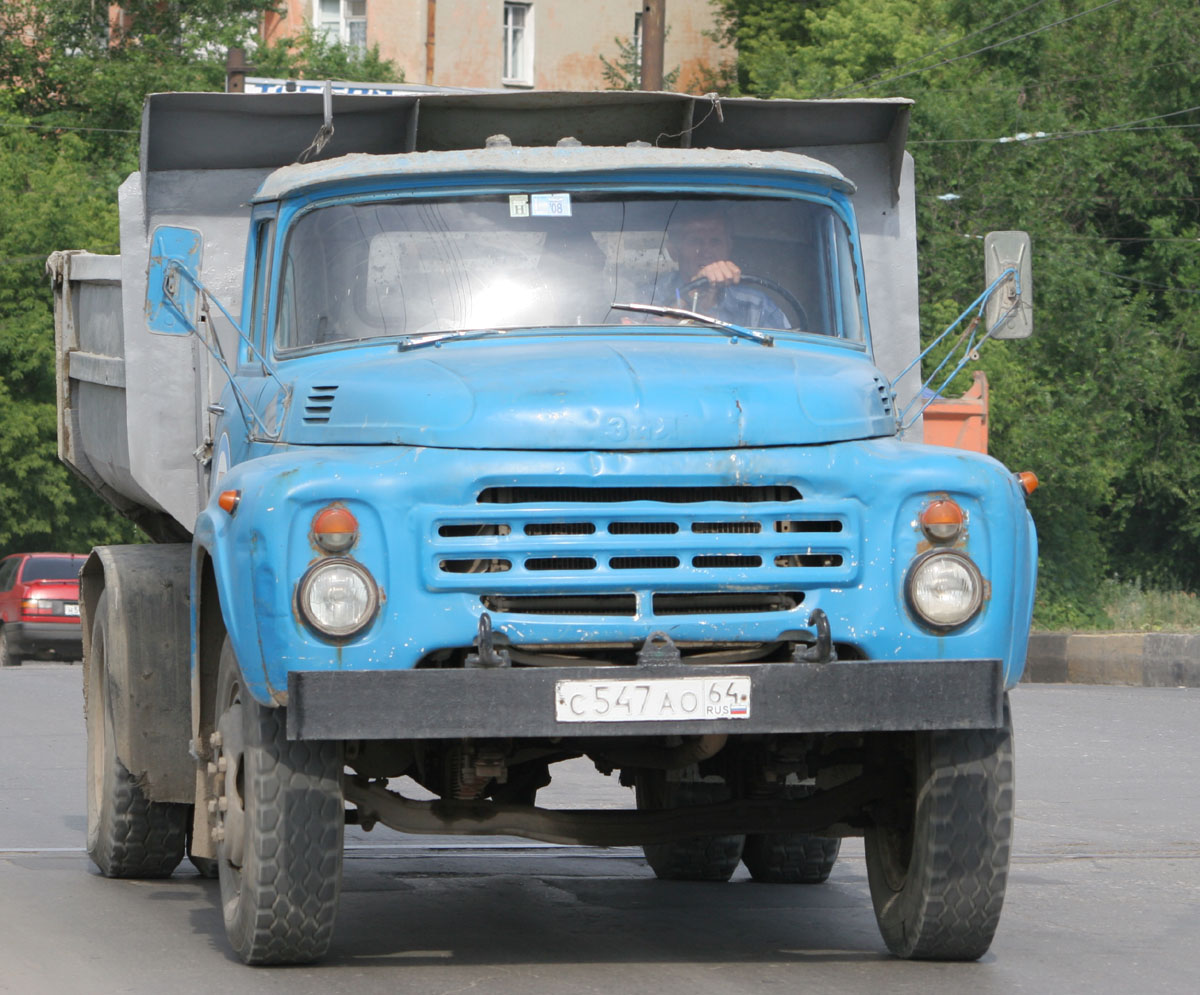
ZiŁ-130 (nowa osłona chłodnicy)

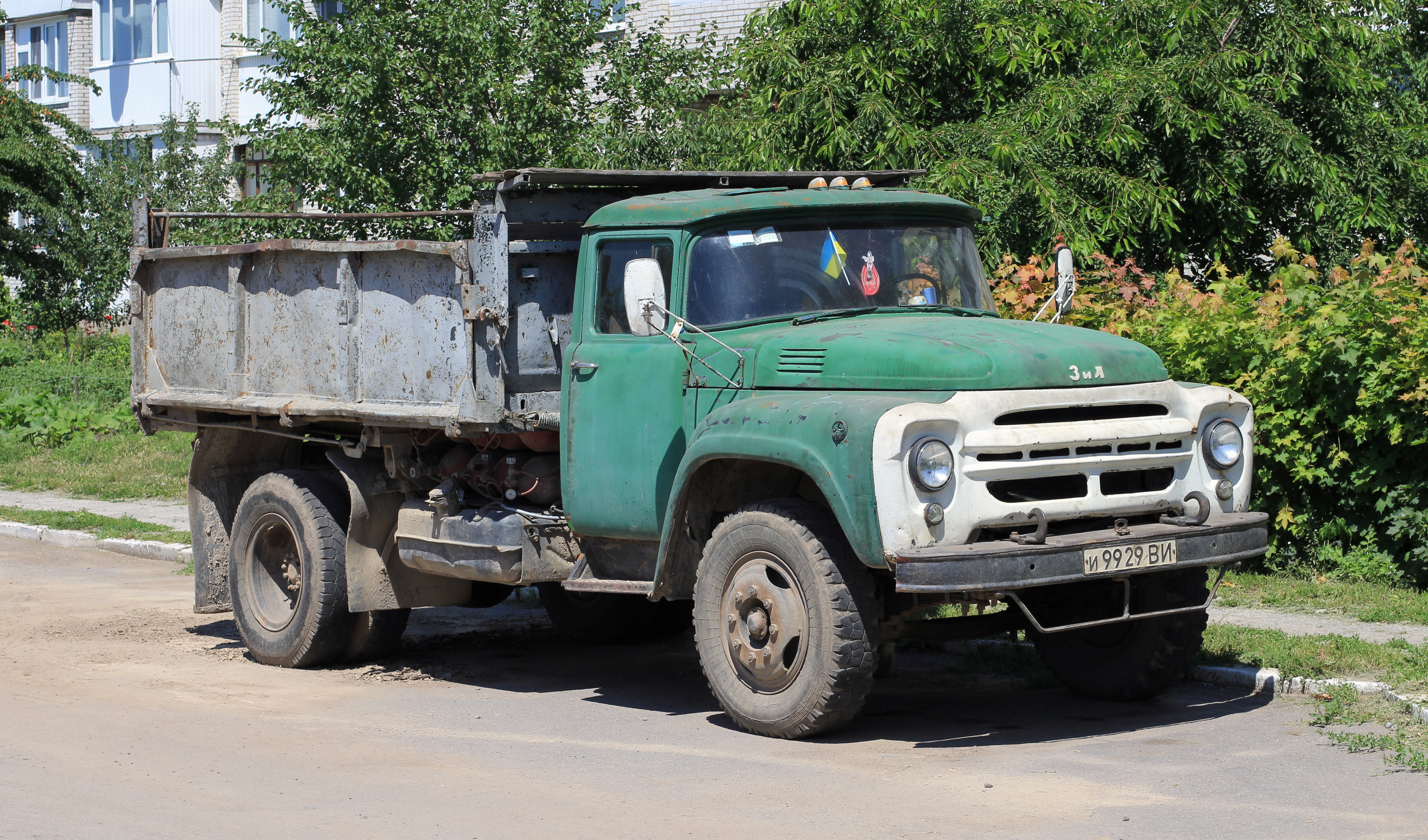
ZiŁ-130 (stara osłona chłodnicy)

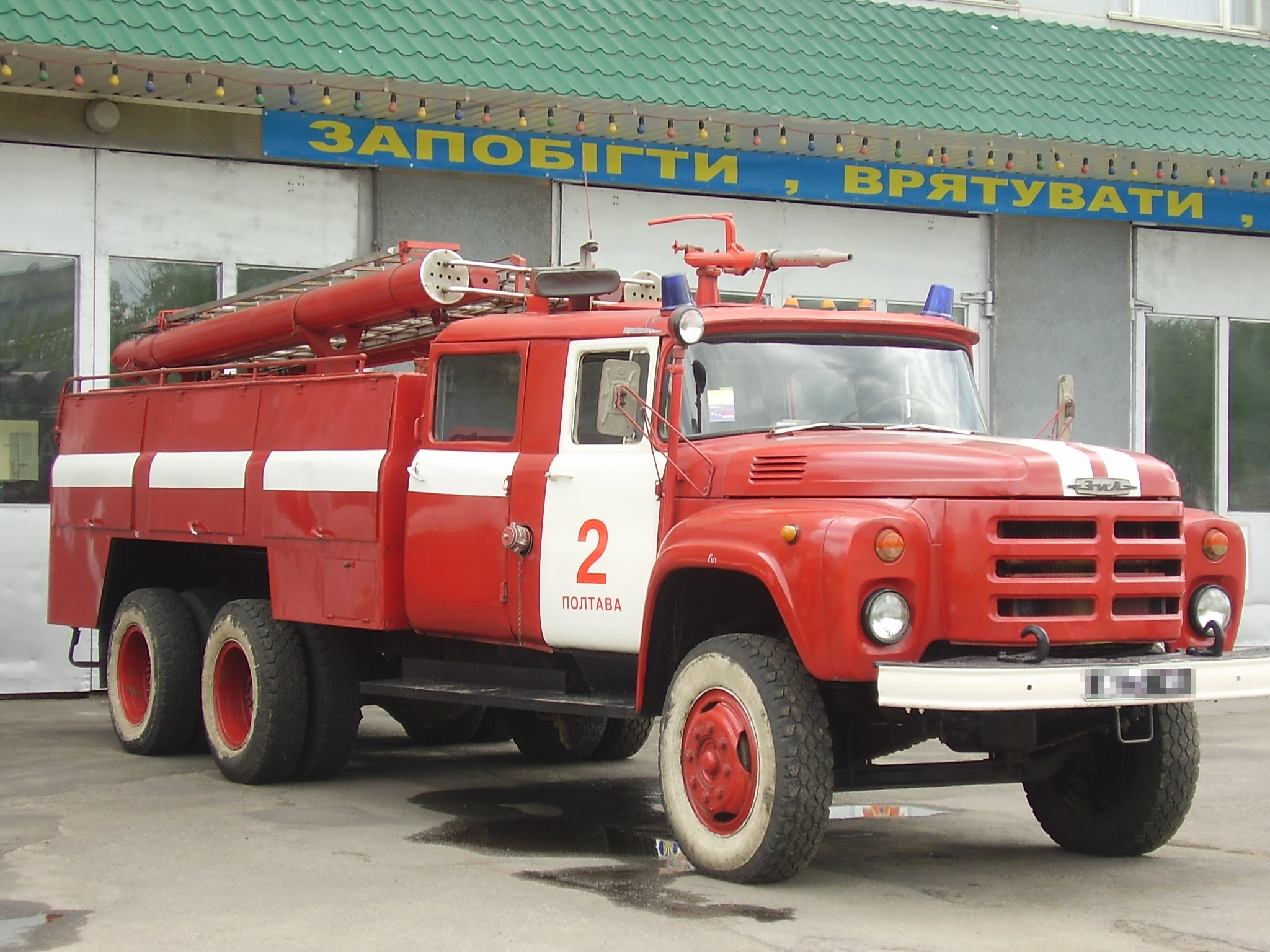
Zabudowa strażacka ZiŁa w wersji 133 6x4 z silnikiem diesla pochodzącym z samochodu Kamaz

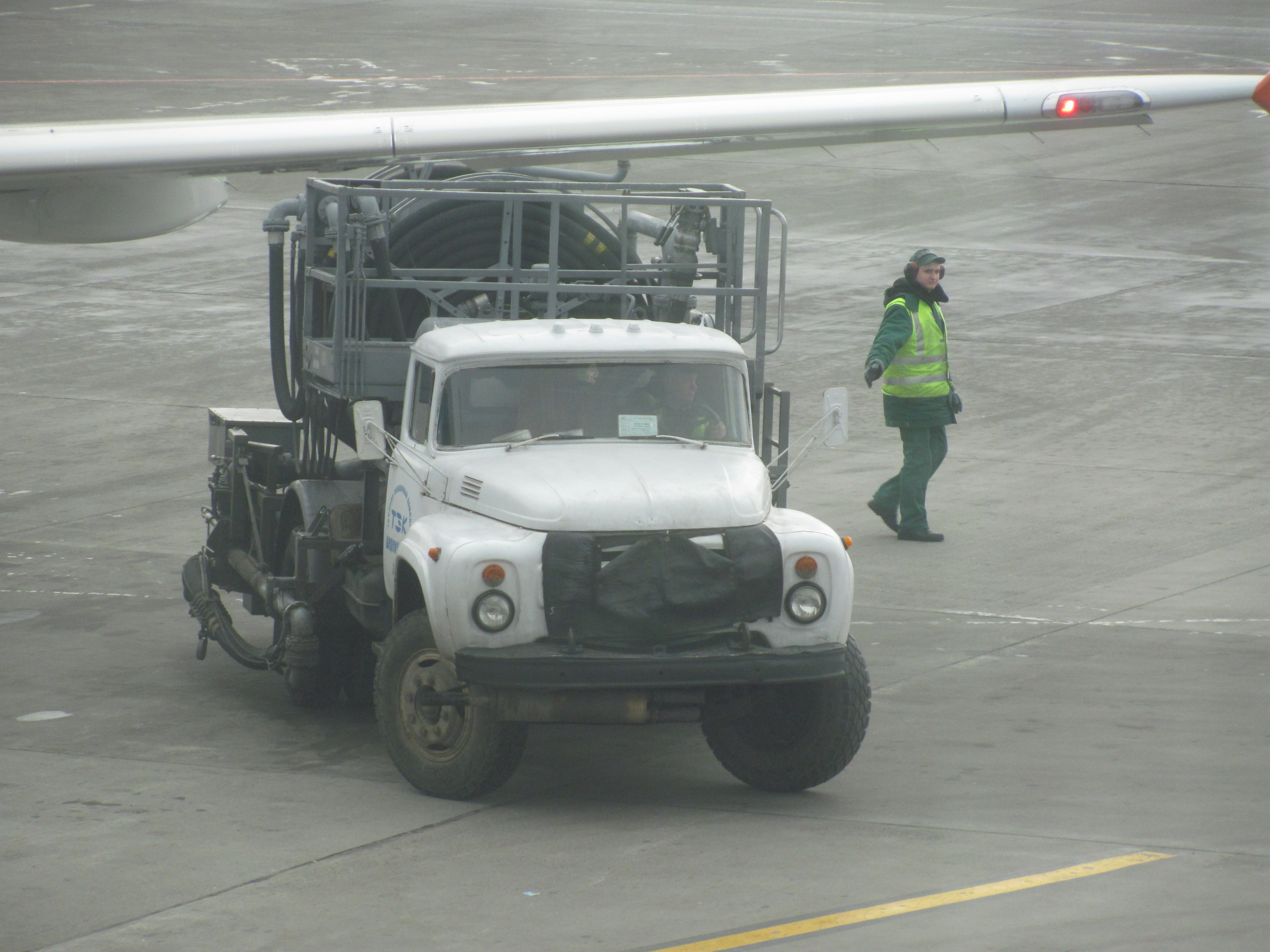
ZiŁ-130 w czasie obsługi naziemnej samolotu na moskiewskim lotnisku Szeremietiewo

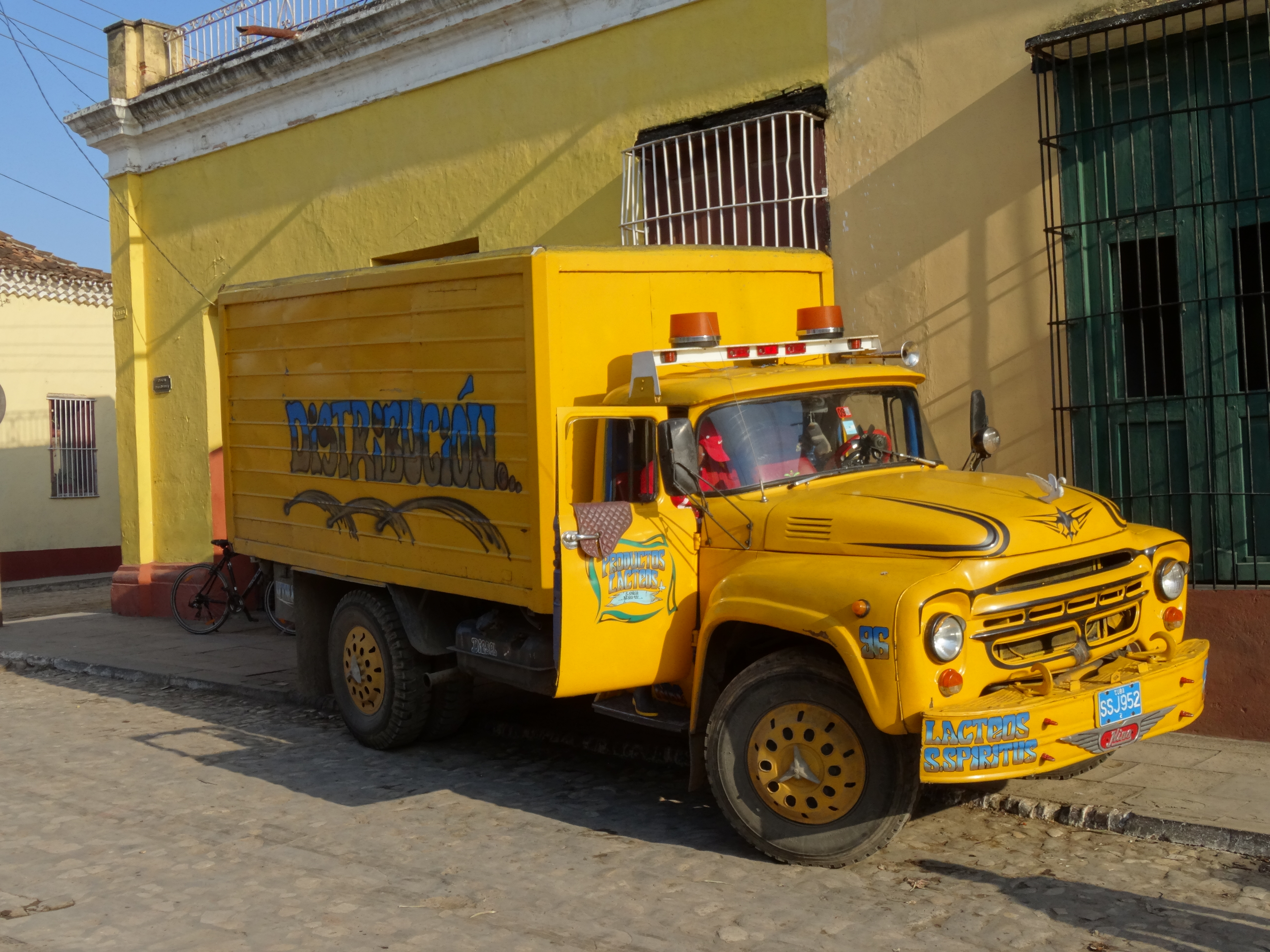
ZiŁ-130 „Distribución”, Kuba, Trinidad

ZiŁ-130 – radziecki/rosyjski samochód ciężarowy zaprojektowany i produkowany przez firmę ZiŁ z siedzibą w Moskwie.

## Opis modelu
Model został wprowadzony w zastępstwie dla produkowanego ZiŁa 164. Pierwsze prototypy wykonano w roku 1958. Od 1962 r. produkowany seryjnie, od 1964 r. ruszyła produkcja masowa. Jest to jeden z najpopularniejszych samochodów ciężarowych na terenie byłego ZSRR, do roku 1994 powstało około 3 380 000 sztuk modelu 130 w różnych odmianach. W roku 1992 produkcję tego modelu rozpoczęto także w zakładzie Uralskij Awtamotornyj Zawod (UAMZ) (samochód otrzymał nazwę UAMZ-43140).
ZiŁ-130 to pierwszy samochód ciężarowy marki ZiŁ pomalowany na kolor niebieski i biały. Wcześniejsze ciężarówki ZiŁa pomalowane były w kolorze ciemnozielonym (podobnym do samochodów wojskowych).

## Ciężary kG
| Wyszczególnienie                                                                               | Samochód Ził-130 | Ciągnik siodłowy Ził-130B1 | Samochód Ził-130G | Samochód-wywrotka Ził-MMZ-555 |
| ---------------------------------------------------------------------------------------------- | ---------------- | -------------------------- | ----------------- | ----------------------------- |
| Ładowność na nawierzchniach asfaltowych                                                        | 6000             | -                          | 6000              | -                             |
| Ładowność na wszystkich rodzajach dróg                                                         | -                | -                          | -                 | 4500                          |
| Maksymalny ciężar holowanej przyczepy/naczepy z ładunkiem, na nawierzchni asfaltowej-betonowej | 8000 (przyczepa) | 14500 (naczepa)            | 8000 (przyczepa)  | 7500 (przyczepa)              |
| Maksymalne dopuszczalne obciążenie na siodło                                                   | -                | 5500                       | -                 | -                             |
| Ciężar podwozia z kabiną kierowcy (suchy)                                                      | 3300             | 3360                       | 3480              | 3300                          |
| Całkowity ciężar samochodu z ładunkiem                                                         | 10500            | -                          | 10800             | 9295                          |
| Maksymalny ciężar pociągu drogowego z ładunkiem                                                | 18500            | 18600                      | 18800             | -                             |
| Rozkład ciężaru samochodu z ładunkiem:                                                         |                  |                            |                   |                               |
| -na oś przedniego zawieszenia                                                                  | 2600             | 2475                       | 2900              | 2840                          |
| -na tylny most                                                                                 | 7900             | 7150                       | 7900              | 6455                          |

## Wymiary w mm
| Wyszczególnienie                                                                    | Samochód Ził-130 | Ciągnik siodłowy Ził-130B1 | Samochód Ził-130G | Samochód-wywrotka Ził-MMZ-555 |
| ----------------------------------------------------------------------------------- | ---------------- | -------------------------- | ----------------- | ----------------------------- |
| Długość samochodu                                                                   | 6675             | 5280                       | 7610              | 5475                          |
| Szerokość samochodu                                                                 | 2500             | 2360                       | 2500              | 2420                          |
| Wysokość kabiny kierowcy (bez ładunku)                                              | 2350             | 2355                       | 2340              | 2350                          |
| Odległość od osi przedniego zawieszenia samochodu do tylnej ścianki kabiny kierowcy | 1643             | 1643                       | 1643              | 1643                          |
| Odległość od przedniego zderzaka do osi przedniego zawieszenia samochodu            | 1075             | 1075                       | 1075              | 1075                          |
| Rozstaw osi                                                                         | 3800             | 3300                       | 4500              | 3300                          |
| Odległość od osi kół tylnych do tylnego końca ramy                                  | 1462             | -                          | 1712              | 902                           |
| Wysokość powierzchni ładunkowej bez ładunku                                         | 1430             | -                          | 1425              | -                             |
| Wewnętrzna wysokość ścian bocznych skrzyni ładunkowej                               | 685              | -                          | 575               | -                             |
| Szerokość użyteczna (wewnętrzna) skrzyni ładunkowej                                 | 2326             | -                          | 2326              | -                             |
| Długość użyteczna (wewnętrzna) skrzyni ładunkowej                                   | 3752             | -                          | 4686              | -                             |
| Rozstaw kół tylnych (między środkami podwójnych kół)                                | 1790             | 1790                       | 1790              | 1790                          |
| Rozstaw kół przednich (w punkcie zetknięcia się z podłożem                          | 1800             | 1800                       | 1800              | 1800                          |

## Silnik
| Silnik ЗИЛ-130 | widlasty, ośmiocylindrowy, czterosuwowy, gaźnikowy, górnozaworowy, chłodzony cieczą |
| Liczba i układ cylindrów | 8, pod kątem 90°                                                                    |
| Średnica cylindrów i skok tłoka, mm | 100x95                                                                              |
| Pojemność skokowa, L | 6                                                                                   |
| Stopień sprężania | 6,5                                                                                 |
| Moc maksymalna przy 3600 obr./min według SAE, KM | 178                                                                                 |
| Moc maksymalna przy 3600 obr./min według DIN, KM | 146                                                                                 |
| Moc (w przypadku zastosowania urządzenia ograniczającego maksymalną prędkość obrotową wału korbowego silnika) przy 3100 obr./min, KM                                     | 150                                                                                 |
| Maksymalny moment obrotowy przy 2200-2400 obr./min, według SAE, kGm | 42                                                                                  |
| Maksymalny moment obrotowy przy 1800-2000 obr./min według DIN, kGm | 39                                                                                  |
| Maksymalny moment obrotowy przy 1800-2000 obr./min, kGm | 41                                                                                  |
| Jednostkowe (minimalne) zużycie paliwa g/KMh | 240                                                                                 |
| Kolejność zapłonu | 1-5-4-2-6-3-7-8                                                                     |
| Numeracja cylindrów (rachunek prowadzony od wentylatora silnika) |                                                                                     |
| prawy rząd | 1-2-3-4                                                                             |
| lewy rząd | 5-6-7-8                                                                             |
| Masa suchego silnika ze sprzęgłem, skrzynką biegów, hamulcem ręcznym, sprężarką, pompą hydrauliczną mechanizmu wspomagającego przekładni kierowniczej i wentylatorem, kg | 640                                                                                 |

## Modyfikacje
Przez cały okres produkcji ZiŁ-130 doczekał się dwóch poważniejszych modyfikacji; w 1966 i 1977 r. Po drugiej modernizacji zmieniona została osłona chłodnicy. Największą wadą samochodów ciężarowych ZIŁ było bardzo duże zużycie paliwa (nawet rzędu 55 litrów/100 km., a w przypadku ciągnika siodłowego czasami jeszcze więcej), spowodowane zastosowaniem silnika benzynowego. Z drugiej strony ma on pewną przewagę nad silnikiem Diesla, zwłaszcza w warunkach klimatycznych w Rosji (bardzo mroźne zimy), ponieważ benzyna w żadnym miejscu na świecie nie zamarza. 
- ZiŁ-130 Prototyp 1958
- ZiŁ-130 Prototyp 1962
- ZiŁ-130-66 — 1966
- ZiŁ-130-76 — 1976
- ZiŁ-130-80 — 1980
- ZiŁ-130-80GU
- ZiŁ-130 А
- ZiŁ-130 АN
- ZiŁ-130 АNSz
- ZiŁ-130 B
- ZiŁ-130 B2
- ZiŁ-130 B2Sz
- ZiŁ-130 B2-76
- ZiŁ-130 W
- ZiŁ-130 W1 ciągnik siodłowy
- ZiŁ-130 W1-76
- ZiŁ-130 G z dłuższym podwoziem
- ZiŁ-130 G1
- ZiŁ-130 G1-76
- ZiŁ-130 GU ze znacznie dłuższym podwoziem
- ZiŁ-130 GU-76
- ZiŁ-130 D
- ZiŁ-130 D1
- ZiŁ-130 D1Sz
- ZiŁ-130 D2
- ZiŁ-130 Je
- ZiŁ-130 K
- ZiŁ-130 KSz
- ZiŁ-130 N
- ZiŁ-130 S
- ZiŁ-130 S-76
- ZiŁ-130 Sz
- ZiŁ-MMZ 130S
- ZiŁ-MMZ 130P
- ZiŁ-138 А

Od 1986 r. w celu zgodności ze standardem OST 37.001-269-83 rodzina modeli ZiŁ-130 otrzymała nowe oznaczenia: ZiŁ-431410 (ZiŁ-130), ZiŁ-431510 (ZiŁ-130G), ZiŁ-441510 (ZiŁ-130В1), ZiŁ-431810 (ZiŁ-138), ZiŁ-431610 (ZiŁ-138А), etc.